# روشیتس
روشیتس (به آلمانی: Röschitz) یک منطقهٔ مسکونی در اتریش است که در ناحیه هورن واقع شده‌است. روشیتس ۱٬۰۵۳ نفر جمعیت دارد.